# عزلة السحول (إب)

تعديل مصدري - تعديل

عزلة السحول هي إحدى عزل مديرية المخادر في محافظة إب اليمنية ويبلغ تعداد سكانها 35356 نسمة حسب التعداد السكاني في اليمن لعام 2004.

## روابط خارجية
- الجهاز المركزي للإحصاء بالجمهورية اليمنية
- المركز الوطني للمعلومات باليمن
- الدليل الشامل